# Los cuatro jinetes del Apocalipsis (película de 1921)
Los cuatro jinetes del Apocalipsis (The Four Horsemen of the Apocalypse) es una película estadounidense dramática de 1921 dirigida por Rex Ingram y protagonizada por Rodolfo Valentino, Pomeroy Cannon y Josef Swickard. Fue escrita por June Mathis, basada en la novela homónima de Vicente Blasco Ibáñez.
En 1995, la Biblioteca del Congreso de Estados Unidos consideró a la película como "cultural, histórica o estéticamente significativa" y fue seleccionada para su conservación en el National Film Registry.

## Sinopsis
La película narra la historia de Madariaga, español emigrado a la Argentina, sus hijas y sus yernos -un francés y un alemán-, que regresan a Europa poco antes de que estalle la Primera Guerra Mundial. Allí verán cómo se destruyen sus naciones y su familia, enfrentada en el campo de batalla.

## Reparto
- Pomeroy Cannon como Madariaga

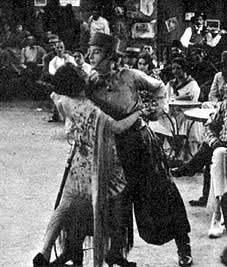
Rodolfo Valentino en una escena de la película.

- Josef Swickard como Marcelo Desnoyers
- Bridgetta Clark como Doña Luisa
- Rudolph Valentino como Julio Desnoyers
- Virginia Warwick como Chichí
- Alan Hale como Karl von Hartrott
- Mabel Van Buren como Elena
- Stuart Holmes como Otto von Hartrott
- John St. Polis como Etienne Laurier
- Alice Terry como Marguerite Laurier
- Mark Fenton como Senator Lacour
- Derek Ghent como René Lacour
- Nigel De Brulier como Tchernoff
- Bowditch M. Turner como Argensola
- Edward Connelly como guardián de cabaña
- Wallace Beery como Lieut. Col. von Richthosen
- Harry Northrup como The General
- Arthur Hoyt como Lieut. Schnitz
- Beatrice Dominguez como el bailadin

## Legado
La película tuvo un enorme impacto cultural, y fue la más taquillera de 1921, superando a The Kid, de Charlie Chaplin, y fue la sexta película muda más exitosa de todos los tiempos. Rodolfo Valentino, hasta entonces poco conocido, se  convirtió en una super estrella, asociado con la imagen de "latin lover". Allí interpreta al argentino Julio Desnoyers, viste de gaucho y baila tango, en una recordada escena.

### Argentina
A su vez, tuvo gran impacto en la Argentina, ya que el astro (de origen italiano) se convirtió en un estereotipo argentino que perduró a lo largo de los años. Las reacciones fueron inicialmente de rechazo. Luego, intelectuales locales como Bioy Casares, Eduardo Archetti y Sergio Pujol analizaron la relación recíproca entre ambas representaciones e incluso la influencia que tuvo la estética del filme en los espectáculos argentinos de la década siguiente.